# Mobilografie

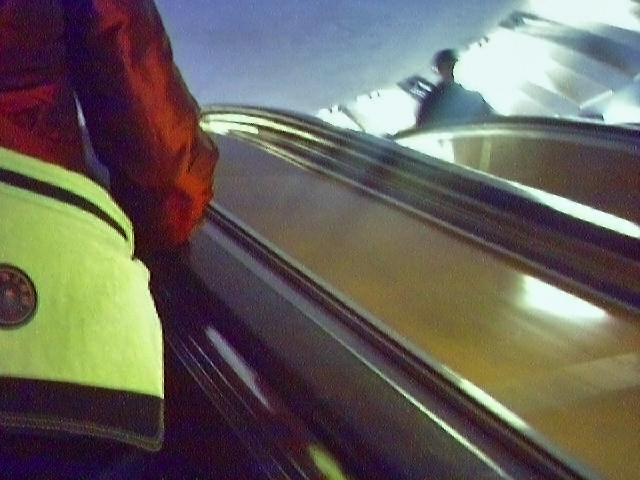
Dmitrij Borisovič Rezvan: Z uměleckého projektu Mobilografija

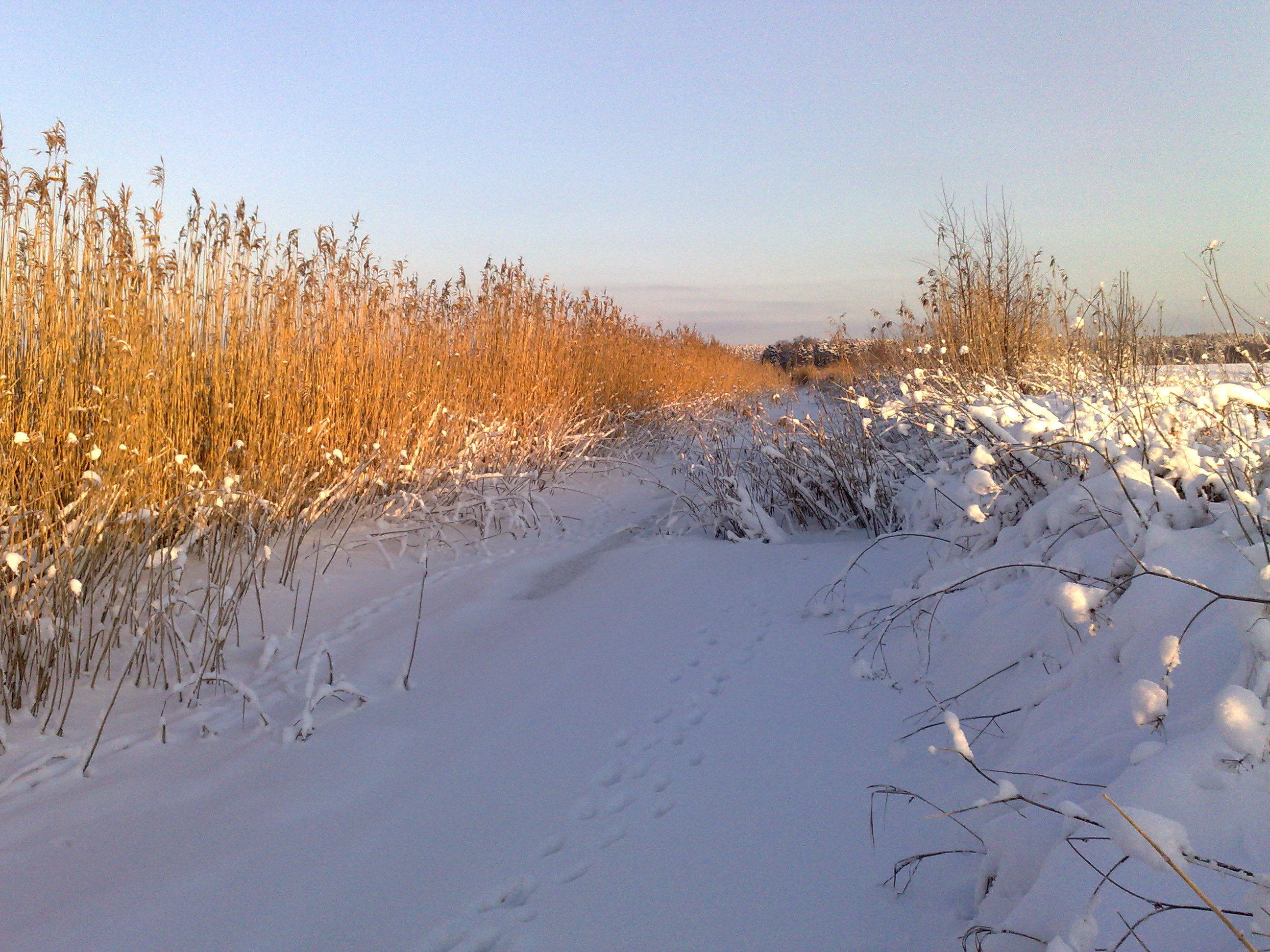
Vaarjoki, Naantali, Finsko, pořízené telefonem Nokia N95

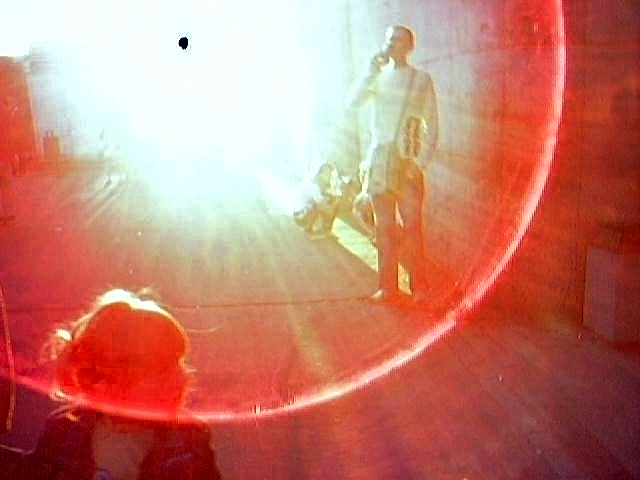
Dmitrij B. Rezvan: Z uměleckého projektu Mobilografija

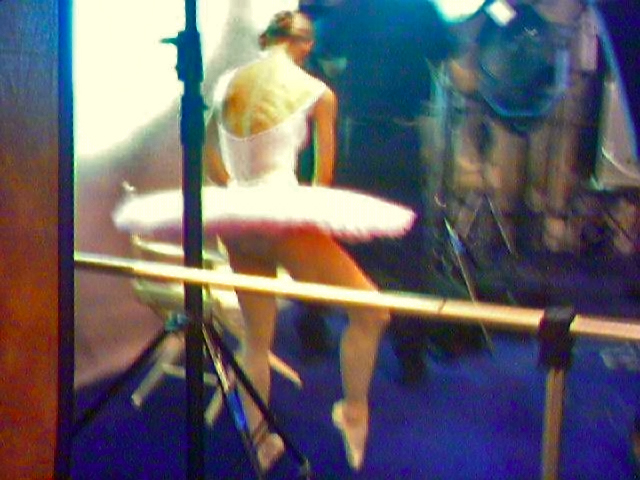
Dmitrij B. Rezvan: Z uměleckého projektu Mobilografija

Mobilografie (mobilis – mobilní a γραφη (grafis) – kreslit) je typ fotografického umění, ve kterém se používá jako nástroj elektronické zařízení s vestavěným digitálním fotoaparátem. Toto zařízení většinou nebylo původně navrženo pro profesionální fotografii, jako například mobilní telefon, osobní digitální pomocník (PDA), kompas, dalekohled, zapalovač a tak dále. 

## Význam
Charakteristickým rysem tohoto žánru je typická „digitální identita“ z důvodu nízkého rozlišení fotoaparátu a nekvalitní optiky. Výhodou však je, že telefon (nebo jiné elektronické zařízení) máme téměř vždy u sebe.
Žánr mobilografie vznikl na počátku 21. století s rozvojem technologií s vestavěným fotoaparátem. Typicky byl tento fotoaparát vybaven minimálním hardwarem postačujícím pro digitální fotografii, často poskytující nízkou technickou kvalitu obrazu, která však není hlavní překážkou k vytvoření uměleckého díla.
Existuje názor, že mobilografie není forma umění, ale jen dobová móda v amatérské fotografii. Převažuje přesvědčení, že se zlepšením technického vybavení budou fotoaparáty (atp.) poskytovat fotografie (nebo videa) ve vysokém rozlišení. Předpokládá se však, a současný vývoj mobilografie tomu nasvědčuje, že tato forma žánru zůstane samostatná. Více než ostrost nebo technická kvalita snímku se bude cenit neobvyklost, výjimečnost a unikátnost zachyceného okamžiku.
Autorem termínu „mobilografie“ je ruský umělec Dmitrij Borisovič Rezvan. V roce 2004 založil Mezinárodní společnost mobilografů, která si dala za úkol vytvoření „mobilografického světa“ a popularizovat mobilografii ve světě.